# ماثيو هيلم
ماثيو هيلم (بالإنجليزية: Mathew Helm) هو غطاس أسترالي، ولد في 9 ديسمبر 1980 في بريزبان في أستراليا.

## وصلات خارجية
- ماثيو هيلم على موقع الاتحاد الدولي للسباحة (الإنجليزية)
- ماثيو هيلم على موقع قاعدة بيانات الغوص IAT (الألمانية)
- ماثيو هيلم على موقع أوليمبيديا (الإنجليزية)
- ماثيو هيلم على موقع اللجنة الأولمبية الأسترالية (الإنجليزية)
- ماثيو هيلم على موقع اتحاد ألعاب الكومنولث (مؤرشف) (الإنجليزية)
- ماثيو هيلم على موقع دورة ألعاب الكومنولث 2006 (مؤرشف) (الإنجليزية)